# Windows Nashville
Windows Nashville o Windows 96 fue el nombre en clave de una actualización cancelada de sistema operativo para Microsoft Windows 95, que iba a ser lanzada en 1996 como Windows 96. Para Windows 95, Nashville iba a ser una actualización menor que sería el enlace entre Windows 95 y la siguiente versión más importante de Windows, Memphis (denominada popularmente como Windows 97 y finalmente lanzada como Windows 98). Para los usuarios de Windows NT, Nashvile iba a ser una revisión entre Windows NT 4.0 y Cairo (que, de modo análogo a Memphis, era la versión preliminar de Windows NT 5.0, y finalmente de Windows 2000). Debido a que estaba entremedias de Windows 95 y de lo que se creía como Windows 97, siempre se le conoció como Windows 96.
Microsoft prometió que Nashville tendría soporte para añadir Internet al escritorio de Windows 95 y de Windows NT 4.0, incluyendo el navegador Internet Explorer 3.0 (que salió meses antes de lo que Nashville se prometió). Algunas características eran el Explorador de Windows fusionado con el navegador Web, y la posibilidad de usar Microsoft Office desde Internet Explorer usando la tecnología ActiveX, y una nueva forma de situar páginas web dinámicas en el escritorio en lugar del típico fondo de escritorio (lo que se denominó posteriormente Active Desktop).
Cuando Nashville se canceló, la mayoría de sus características fueron introducidas en versiones posteriores de Internet Explorer y Windows. De hecho, la mayoría de la integración de Internet Explorer, incluyendo la combinación de gestor de archivos y navegador web, se podía añadir a Windows 95 y a Windows NT 4.0 con Windows Desktop Update. Esta actualización se incluyó con Internet Explorer 4.0 (que también se llamó Nashville y que fue lanzado en 1997), y venía de serie en Windows 95 OSR 2.5 y en Windows 98.
Una filtración de construcción tenía el número de versión 4.10.999 (en comparación con Windows 95 4.00.950, 4.00.1111 Windows 95 OSR2, y de Windows 98 4.10.1998). El proyecto fue finalmente cancelado como una liberación completa de Windows, Windows 95 OSR2 que se envía como una libertad provisional en su lugar. El nombre en clave "Nashville", se volvió a utilizar para la actualización del escritorio de Windows que se incluye con Internet Explorer 4.0 y entregado la mayor parte de las características prometidas para Nashville. La aplicación PIM Atenea sería lanzado como Microsoft Internet Mail and News , más tarde renombrado como Outlook Express .
"Cleveland" era un nombre en clave antes de "Nashville".Chicago es la ciudad más grande de Illinois , Memphis es la ciudad más grande de Tennessee. Nashville y Cleveland son las dos ciudades en Tennessee, así como los pueblos de Illinois. Cleveland es la 3 ª ciudad más poblada de Ohio . Detroit es la ciudad más grande de Míchigan, así como un pueblo de Illinois.

## Builds
- Build  999-Beta 1 inglés-1996
- Build 1265-Beta 2 inglés-1996

- Datos: Q1064344